# Predicción afectiva

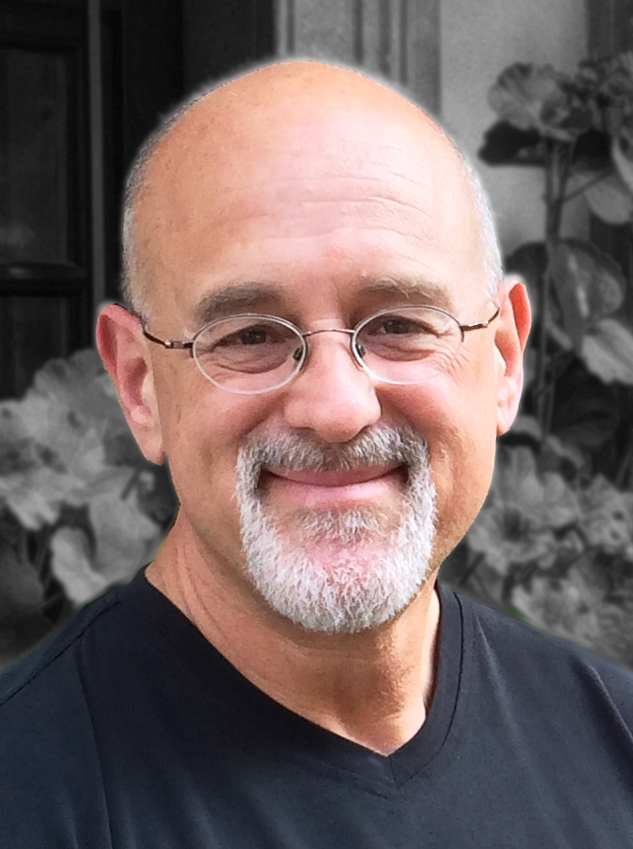
Daniel Gilbert

La predicción afectiva (también conocida como predicción hedónica o mecanismo de predicción hedónica) es la predicción de un afecto (estado emocional) en el futuro. Como proceso que influye en las preferencias, las decisiones y el comportamiento, los pronósticos afectivos son estudiados por los psicólogos y economistas, con amplias aplicaciones prácticas. 

## Historia

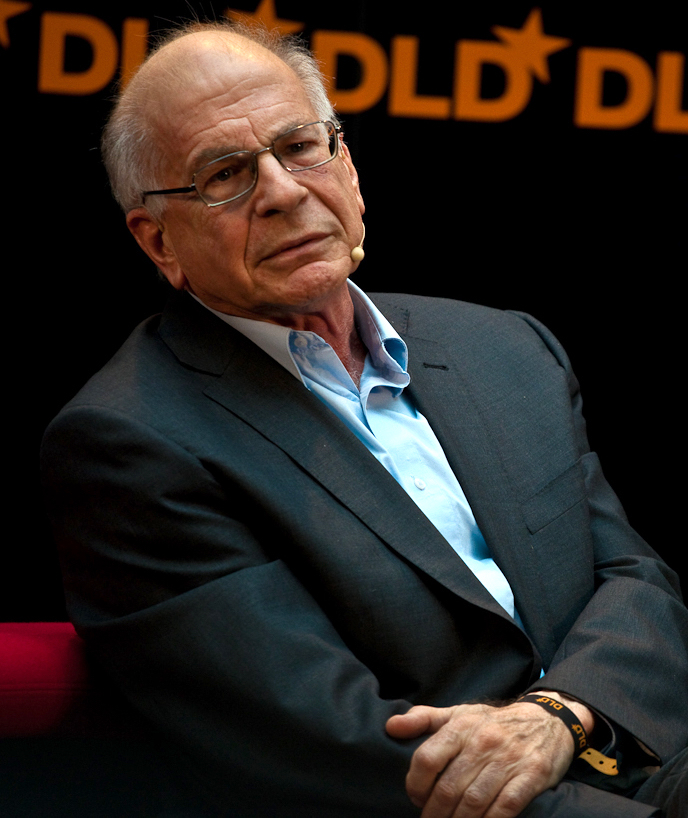
Daniel Kahneman

Kahneman y Snell comenzaron la investigación sobre pronósticos hedónicos a principios de la década de 1990, examinando su impacto en la toma de decisiones. El término "pronóstico afectivo" fue acuñado después por los psicólogos Timothy Wilson y Daniel Gilbert. Las primeras investigaciones tendieron a centrarse únicamente en medir los pronósticos emocionales, mientras que los estudios posteriores comenzaron a examinar la precisión de los pronósticos, revelando que las personas son jueces sorprendentemente pobres de sus futuros estados emocionales. Por ejemplo, al predecir cómo eventos como ganar la lotería podrían afectar su felicidad, es probable que las personas sobreestimen futuros sentimientos positivos, ignorando otros factores que podrían contribuir a su estado emocional fuera del evento de la lotería. Algunos de los sesgos cognitivos relacionados con los errores sistemáticos en los pronósticos afectivos son el focalismo, la brecha de empatía y el sesgo de impacto. 

## Aplicaciones

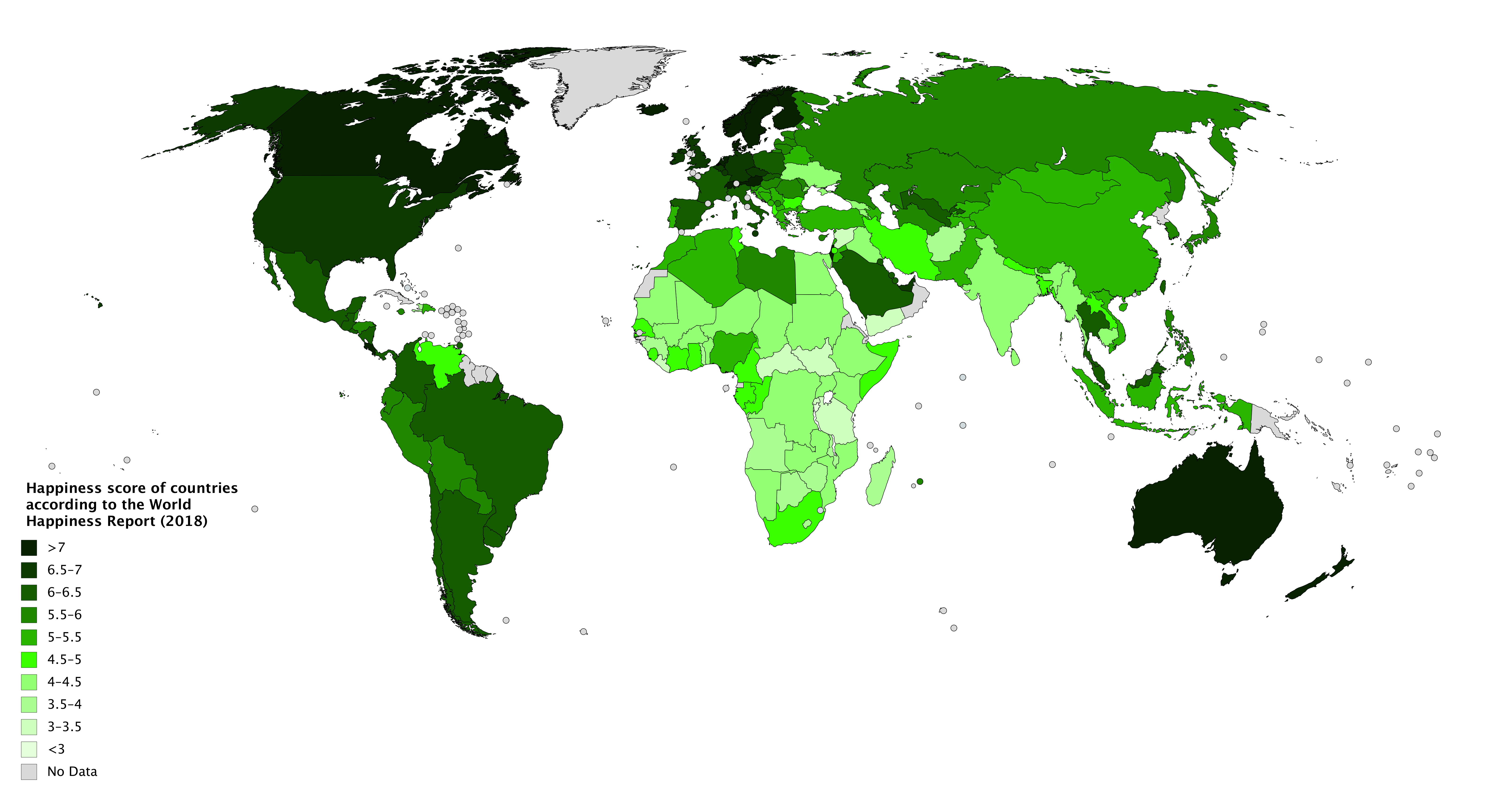
Calidad de vida en los países según el World Happiness Report (2018)

Si bien los pronósticos afectivos han atraído tradicionalmente la mayor atención de los economistas y psicólogos, sus hallazgos a su vez han generado interés en una variedad de otros campos, incluida las investigaciones sobre la felicidad, la ley y la atención médica. Su efecto sobre la toma de decisiones y el bienestar es de particular interés para los responsables políticos y analistas en estos campos, aunque también tiene aplicaciones en la ética. Por ejemplo, la tendencia a subestimar nuestra capacidad de adaptarnos a eventos que cambian la vida ha llevado a los teóricos legales a cuestionar las suposiciones detrás de la compensación por daños y perjuicios.  
Los economistas del comportamiento han incorporado discrepancias entre pronósticos y resultados emocionales reales en sus modelos de diferentes tipos de utilidad y bienestar. Esta discrepancia también afecta a los analistas de atención médica, ya que muchas decisiones importantes sobre la salud dependen de las percepciones de los pacientes sobre su futura calidad de vida. 

## Visión general

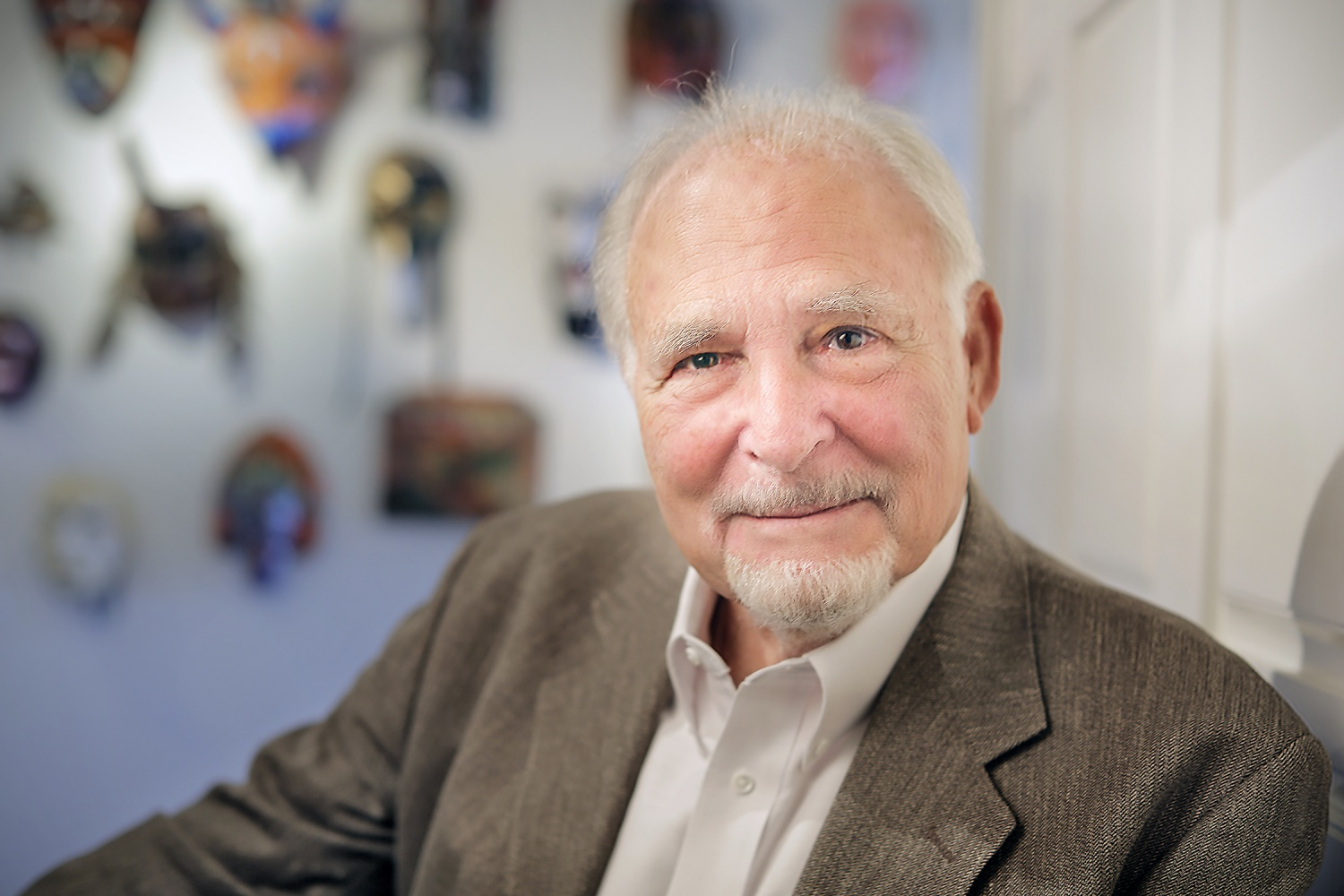
Paul Ekman

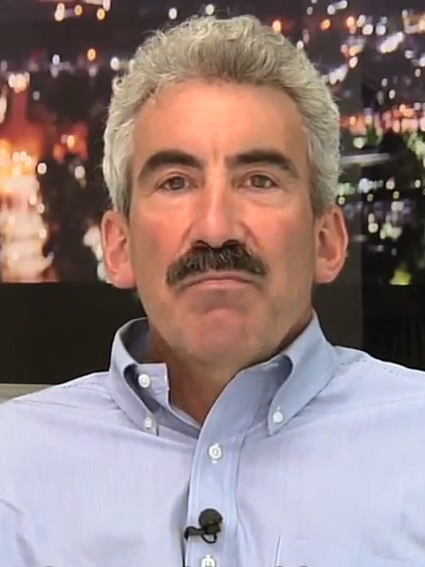
George Loewenstein (2012)

La predicción afectiva puede dividirse en cuatro componentes: predicciones sobre la valencia emocional (es decir si será positiva o negativa), las emociones específicas experimentadas, su duración y su intensidad. Si bien pueden producirse errores en los cuatro componentes, la investigación indica abrumadoramente que las dos áreas más propensas a sesgos, generalmente en forma de sobreestimación, son la duración y la intensidad.
La negligencia inmune es una forma de sesgo de impacto en respuesta a eventos negativos, en el que las personas no pueden predecir cuánto acelerará la recuperación de su sistema inmunológico psicológico. En promedio, las personas son bastante precisas al predecir qué emociones sentirán en respuesta a eventos futuros.  Sin embargo, algunos estudios indican que predecir emociones específicas en respuesta a eventos sociales más complejos conduce a una mayor inexactitud. Por ejemplo, un estudio encontró que, si bien muchas mujeres que imaginan enfrentarse al acoso de género predicen sentimientos de ira, en realidad, una proporción mucho mayor informa sentimientos de miedo.
Otra investigación sugiere que la precisión en el pronóstico afectivo es mayor para el afecto positivo que para el afecto negativo, sugiere una tendencia general a reaccionar de forma exagerada a los eventos negativos percibidos. Gilbert y Wilson afirman que esto es el resultado de nuestro sistema inmunológico psicológico. 
Si bien los pronósticos afectivos tienen lugar en el momento presente, los investigadores también investigan sus resultados futuros. Es decir, analizan el pronóstico como un proceso de dos pasos, que abarca una predicción actual y un evento futuro. Desglosar las etapas presente y futura permite a los investigadores medir la precisión, así como descubrir cómo ocurren los errores. Gilbert y Wilson, por ejemplo, clasifican los errores en función de qué componente afectan y cuándo ingresan al proceso de pronóstico. En la fase actual del pronóstico afectivo, los pronosticadores recuerdan una representación mental del evento futuro y predicen cómo responderán emocionalmente al mismo. La fase futura incluye la respuesta emocional inicial al inicio del evento, así como los resultados emocionales posteriores, por ejemplo, la modificación del sentimiento inicial.  
Cuando se producen errores durante todo el proceso de pronóstico, las personas son vulnerables a los prejuicios. Estos prejuicios impiden a las personas predecir con precisión sus emociones futuras. Los errores pueden surgir debido a factores extrínsecos, como efectos de enmarcado, o intrínsecos, como sesgos cognitivos o efectos de expectativa. Debido a que la precisión a menudo se mide como la discrepancia entre la predicción actual de un pronosticador y el resultado final, los investigadores también estudian cómo el tiempo afecta el pronóstico afectivo. Por ejemplo, la tendencia de las personas a representar eventos distantes de manera diferente a los eventos cercanos se refleja en la teoría del nivel de interpretación.
El hallazgo de que las personas generalmente son predictores afectivos inexactos se ha incorporado más obviamente en las conceptualizaciones de la felicidad y su búsqueda exitosa, así como en la toma de decisiones en todas las disciplinas. Los hallazgos en los pronósticos afectivos han estimulado debates filosóficos y éticos, por ejemplo, sobre cómo definir el bienestar. En un nivel aplicado, los hallazgos han informado sobre diversos enfoques de la política de atención médica,  la ley de responsabilidad civil, la toma de decisiones del consumidor, y la medición de la utilidad (ver las secciones siguientes sobre economía, derecho y salud). 
La evidencia más reciente y conflictiva sugiere que el sesgo de intensidad en el pronóstico afectivo puede no ser tan fuerte como lo indica la investigación previa. Cinco estudios, incluido un metanálisis, recuperan evidencia de que la sobreestimación en el pronóstico afectivo se debe en parte a la metodología de investigaciones anteriores. Sus resultados indican que algunos participantes malinterpretaron preguntas específicas en las pruebas de pronóstico afectivo. Por ejemplo, un estudio encontró que los estudiantes universitarios tienden a sobreestimar los niveles de felicidad experimentados cuando se les preguntó a los participantes cómo se sentían en general con y sin referencia a la elección, en comparación con cuando se les preguntó a los participantes cómo se sentían específicamente en referencia a la elección. Los resultados indicaron que el 75% -81% de los participantes hicieron preguntas generales que malinterpretaron. Después de aclarar las tareas, los participantes pudieron predecir con mayor precisión la intensidad de sus emociones.

## Principales fuentes de errores emocionales.
Debido a que los errores de pronóstico surgen de la literatura sobre procesos cognitivos, muchos errores de pronóstico afectivos se derivan y a menudo se enmarcan como sesgos cognitivos, algunos de los cuales están estrechamente relacionados o se superponen (por ejemplo el sesgo de proyección y la brecha de empatía). A continuación se muestra una lista de los procesos cognitivos comúnmente citados que contribuyen a los errores de pronóstico. 

### Principales fuentes de error en la emoción.

#### Sesgo de impacto
Una de las fuentes más comunes de error en el pronóstico afectivo en varias poblaciones y situaciones es el sesgo de impacto, la tendencia a sobreestimar el impacto emocional de un evento futuro, ya sea en términos de intensidad o duración. Las tendencias a sobreestimar la intensidad y la duración son errores robustos y confiables que se encuentran en el pronóstico afectivo.
Un estudio que documenta el sesgo de impacto examinó a los estudiantes universitarios que participan en una lotería de vivienda. Estos estudiantes predijeron cuán felices o infelices serían un año después de ser asignados a un dormitorio deseable o indeseable. Estos estudiantes universitarios predijeron que los resultados de la lotería conducirían a diferencias significativas en su propio nivel de felicidad, pero los cuestionarios de seguimiento revelaron que los estudiantes asignados a dormitorios deseables o indeseables informaron casi los mismos niveles de felicidad. Por lo tanto, las diferencias en los pronósticos sobreestimaron el impacto de la asignación de vivienda en la felicidad futura. 
Algunos estudios abordan específicamente el "sesgo de durabilidad", la tendencia a sobreestimar el tiempo que durarán las respuestas emocionales futuras. Incluso si las personas estiman con precisión la intensidad de sus emociones futuras, es posible que no puedan estimar su duración. El sesgo de durabilidad es generalmente más fuerte en reacción a eventos negativos. Esto es importante porque las personas tienden a trabajar hacia eventos que creen que causarán una felicidad duradera, y de acuerdo con el sesgo de durabilidad, las personas podrían estar trabajando en líneas equivocadas.
El sesgo de impacto es un término amplio y cubre una multitud de errores más específicos. Las causas propuestas de sesgo de impacto incluyen mecanismos como el abandono inmune, el focalismo, y las malas interpretaciones. La omnipresencia del sesgo de impacto en los pronósticos afectivos es de particular interés para los especialistas de la salud, ya que afecta tanto las expectativas de los pacientes sobre futuros eventos médicos como las relaciones entre el paciente y el proveedor.  

#### Efectos de las expectativas
Las expectativas previamente formadas pueden alterar las respuestas emocionales al evento en sí, motivando a los pronosticadores a confirmar o desacreditar sus pronósticos iniciales. De esta manera, la profecía autocumplida puede conducir a la percepción de que los pronosticadores han hecho predicciones precisas. Los pronósticos inexactos también pueden verse amplificados por los efectos de las expectativas. Por ejemplo, a un pronosticador que espera que una película sea agradable, si la encuentra aburrida, le gustará significativamente menos que a un pronosticador que no tenía expectativas.

#### Procesos de sentido
Los eventos importantes de la vida pueden tener un gran impacto en las emociones de las personas durante mucho tiempo, pero la intensidad de esa emoción tiende a disminuir con el tiempo, un fenómeno conocido como evanescencia emocional.  
Al hacer pronósticos, los pronosticadores a menudo pasan por alto este fenómeno. Los psicólogos han sugerido que la emoción no decae con el tiempo de manera predecible como los isótopos radiactivos, sino que los factores mediadores son más complejos. Las personas tienen procesos psicológicos que ayudan a amortiguar la emoción. Los psicólogos han propuesto que eventos sorprendentes, inesperados o improbables causan una reacción emocional más intensa.  
La investigación sugiere que las personas no están contentas con la aleatoriedad y el caos y que automáticamente piensan en formas de darle sentido a un evento cuando es sorprendente o inesperado. Esto está relacionado con la negligencia inmune en el sentido de que cuando ocurren estos actos no deseados de aleatoriedad, las personas se enojan y tratan de encontrar el significado o hacer frente al evento.  
La forma en que las personas intentan dar sentido a la situación puede considerarse una estrategia de afrontamiento generada por el cuerpo. Esta idea difiere de la negligencia inmune debido al hecho de que esta es más una idea momentánea. La negligencia inmune intenta hacer frente al evento incluso antes de que ocurra. 
Un estudio documenta cómo los procesos de dar sentido disminuyen la reacción emocional. El estudio encontró que un pequeño regalo produjo mayores reacciones emocionales cuando no estaba acompañado de una razón que cuando lo estaba, posiblemente porque la razón facilitaba el proceso de dar sentido, atenuando el impacto emocional del regalo. Los investigadores han resumido que los sentimientos agradables se prolongan después de una situación positiva si las personas no están seguras de la situación.
Las personas no anticipan que darán sentido a los eventos de una manera que disminuirá la intensidad de la reacción emocional. Este error se conoce como negligencia de la ordenación. Por ejemplo, ("Estaré contento durante muchos años si mi jefe acepta darme un aumento") que un empleado podría creer, especialmente si el empleado cree que la probabilidad de un aumento no es muy alta. Inmediatamente después de que se apruebe la solicitud, el empleado puede estar emocionado, pero con el tiempo los empleados tienen sentido de la situación (por ejemplo, "Soy un trabajador muy dedicado y mi jefe debe haberlo notado"), lo que amortigua la reacción emocional. 

#### Negligencia inmune
Gilbert et al. originalmente acuñó el término "negligencia inmune" (o "sesgo inmune") para describir una función del sistema inmunológico psicológico. El sesgo inmune se refiere al desconocimiento de los pronosticadores de su tendencia a adaptarse y hacer frente a eventos negativos. Inconscientemente, el cuerpo identificará un evento estresante e intentará hacer frente al evento o tratar de evitarlo. Bolger y Zuckerman descubrieron que las estrategias de afrontamiento varían entre los individuos y están influenciadas por sus personalidades
Supusieron que, dado que las personas generalmente no toman en cuenta sus estrategias de afrontamiento cuando predicen eventos futuros, las personas con mejores estrategias de afrontamiento deberían tener un mayor sesgo, o una mayor diferencia entre su resultado previsto y real. Por ejemplo, preguntarle a alguien que le tiene miedo a los payasos cómo se sentiría al ir a un circo puede resultar en una sobreestimación del miedo porque la anticipación de ese miedo hace que el cuerpo comience a afrontar el evento negativo.  
Hoerger et al. examinaron esto más a fondo estudiando las emociones de los estudiantes universitarios hacia los partidos de fútbol. Descubrieron que los estudiantes que generalmente afrontaban sus emociones en lugar de evitarlas tendrían un mayor sesgo de impacto al predecir cómo se sentirían si su equipo perdiera el juego. Descubrieron que aquellos con mejores estrategias de afrontamiento se recuperaron más rápidamente. Dado que los participantes no pensaron en sus estrategias de afrontamiento al hacer predicciones, los que realmente lo hicieron tuvieron un mayor sesgo de impacto. Los que evitaban sus emociones, se sentían muy cerca de lo que predijeron que harían.  En otras palabras, los estudiantes que pudieron manejar sus emociones pudieron recuperarse de sus sentimientos.   
Hoerger realizó otro estudio sobre negligencia inmune después de este, que estudió las predicciones de los que lo celebraron y los que no lo hicieron sobre el Día de San Valentín y cómo se sentirían en los días siguientes. Hoerger descubrió que diferentes estrategias de afrontamiento causarían que las personas tuvieran diferentes emociones en los días posteriores al Día de San Valentín, pero las emociones predichas de los participantes serían todas similares. Esto muestra que la mayoría de las personas no se dan cuenta del impacto que puede tener el afrontamiento en sus sentimientos después de un evento emocional. También descubrió que, no solo el abandono inmune creaba un sesgo para los eventos negativos, sino también para los positivos. Esto muestra que las personas continuamente hacen pronósticos inexactos porque no tienen en cuenta su capacidad para hacer frente y superar los eventos emocionales. Hoerger propuso que los estilos de afrontamiento y los procesos cognitivos están asociados con reacciones emocionales reales a los eventos de la vida.  
Una variante del sesgo inmune también propuesta por Gilbert y Wilson es la paradoja de la región beta, donde la recuperación del sufrimiento más intenso es más rápida que la recuperación de las experiencias menos intensas debido a la participación de los sistemas de afrontamiento. Esto complica el pronóstico y conduce a errores.
Por el contrario, la predicción afectiva precisa también puede promover la paradoja de la región beta. Por ejemplo, Cameron y Payne realizaron una serie de estudios para investigar la relación entre el pronóstico afectivo y el colapso del fenómeno de la compasión, que se refiere a la tendencia a la disminución de la compasión de las personas a medida que aumenta el número de personas que necesitan ayuda. Los participantes en sus experimentos leen sobre 1 o un grupo de 8 niños de Darfur. Estos investigadores encontraron que las personas que tienen la habilidad de regular sus emociones tienden a experimentar menos compasión en respuesta a las historias sobre 8 niños de Darfur en comparación con las historias sobre solo 1 niño. Estos participantes parecían colapsar su compasión al pronosticar correctamente sus futuros estados afectivos y evitar de manera proactiva el aumento de las emociones negativas resultantes de la historia.  
Para establecer aún más el papel causal de la regulación emocional proactiva en este fenómeno, los participantes en otro estudio leyeron los mismos materiales y se les animó a reducir o experimentar sus emociones. Los participantes instruidos para reducir sus emociones informaron sentirse menos afectados por 8 niños que por 1, presumiblemente debido al aumento de la carga emocional y el esfuerzo necesario para los primeros (un ejemplo de la paradoja de la región beta).  Estos estudios sugieren que, en algunos casos, la predicción afectiva precisa puede promover resultados no deseados, como el colapso del fenómeno de la compasión a través de la paradoja de la región beta. 

#### Afecto positivo vs negativo
La investigación sugiere que la precisión del pronóstico afectivo para las emociones positivas y negativas se basa en la distancia en el tiempo del pronóstico. Finkenauer, Gallucci, van Dijk y Pollman descubrieron que las personas muestran una mayor precisión de pronóstico para el afecto positivo que para el negativo cuando el evento o desencadenante que se pronostica está más distante en el tiempo.
Por el contrario, las personas exhiben una mayor precisión del pronóstico afectivo para el afecto negativo cuando el evento / desencadenante está más cerca en el tiempo. La precisión de un pronóstico afectivo también está relacionada con lo bien que una persona predice la intensidad de sus emociones. Con respecto al pronóstico sobre las emociones positivas y negativas, Levine, Kaplan, Lench y Safer han demostrado recientemente que las personas pueden predecir la intensidad de sus sentimientos sobre los eventos con un alto grado de precisión. Este hallazgo es contrario a gran parte de la literatura sobre pronósticos afectivos actualmente publicada, que los autores sugieren que se debe a la forma en que se realizaron estos estudios. 
Otro sesgo de pronóstico afectivo importante es el sesgo de efecto de desvanecimiento, en el que las emociones asociadas con los recuerdos desagradables se desvanecen más rápidamente que la emoción asociada con los eventos positivos.

### Principales fuentes de errores cognitivos

#### Focalismo
El focalismo (o la "ilusión de enfoque") ocurre cuando las personas se centran demasiado en ciertos detalles de un evento, ignorando otros factores. La investigación sugiere que las personas tienden a exagerar aspectos de la vida al centrar su atención en ella. Un ejemplo bien conocido proviene de un artículo de Kahneman y Schkade, quienes acuñaron el término "ilusión de enfoque" en 1998. Descubrieron que, aunque las personas tendían a creer que alguien del Medio Oeste estaría más satisfecho si viviera en California, los resultados mostraron niveles iguales de satisfacción con la vida en los residentes de ambas regiones. En este caso, concentrarse en la diferencia fácilmente observada en el clima tuvo más peso para predecir la satisfacción que otros factores.  Hay muchos otros factores que podrían haber contribuido al deseo de mudarse del Medio Oeste, pero el punto focal para sus decisiones fue el clima.  
Varios estudios han intentado "desenfocar" a los participantes, lo que significa que, en lugar de centrarse en ese factor, trataron de hacer que los participantes piensen en otros factores o que miren la situación desde una perspectiva diferente. Hubo resultados mixtos que dependen de los métodos utilizados. Un estudio exitoso les pidió a las personas que imaginaran cuán feliz sería un ganador de la lotería y un paciente con VIH recientemente diagnosticado. Los investigadores pudieron reducir la cantidad de focalismo al exponer a los participantes a descripciones detalladas y mundanas de la vida de cada persona, lo que significa que mientras más información tenían los participantes sobre el ganador de la lotería y el paciente con VIH, menos podían enfocarse en pocos factores, estos participantes posteriormente estimaron niveles similares de felicidad tanto para el paciente con VIH como para el ganador de la lotería. En cuanto a los participantes de control, hicieron predicciones de felicidad poco realistas. Esto podría deberse al hecho de que cuanta más información esté disponible, menos probable será que uno pueda ignorar los factores contribuyentes. 

#### Descuento del tiempo
El descuento de tiempo (o preferencia de tiempo) es la tendencia a sopesar los eventos presentes sobre los eventos futuros. Se prefiere la gratificación inmediata a la gratificación tardía, especialmente durante períodos de tiempo más largos y en niños más pequeños o adolescentes. Por ejemplo, un niño puede preferir un dulce ahora en lugar de cinco dulces dentro de cuatro meses. Cuanto mayor es la duración del tiempo, más personas tienden a olvidarse de los efectos futuros. A partir del ejemplo de los dulces, aunque cinco dulces son más gratificantes que uno, el hecho de que lleve cuatro meses recibir dicha gratificación puede hacer que un niño pase por alto el hecho de que estará mucho más satisfecho en el futuro. Este patrón a veces se conoce como descuento hiperbólico o "sesgo del presente" porque los juicios de las personas son sesgos hacia los eventos presentes. Los economistas a menudo citan el descuento del tiempo como una fuente de predicciones erróneas sobre la utilidad futura.

#### Memoria
Los pronosticadores afectivos suelen confiar en los recuerdos de eventos pasados. Cuando las personas informan recuerdos de eventos pasados, pueden omitir detalles importantes, cambiar cosas que ocurrieron e incluso agregar cosas que no han sucedido. Esto sugiere que la mente construye recuerdos basados en lo que realmente sucedió y otros factores que incluyen el conocimiento, las experiencias y los esquemas existentes de la persona. El uso de recuerdos pasados altamente disponibles, pero no representativos, aumenta el sesgo de impacto. Los fanáticos del béisbol, por ejemplo, tienden a usar el mejor juego que pueden recordar como base para su pronóstico afectivo del juego que están a punto de ver. Es probable que los viajeros basen sus pronósticos de lo desagradable que sería perder un tren en su memoria del peor momento en que lo perdieron
Varios estudios indican que las evaluaciones retroactivas de experiencias pasadas son propensas a varios errores, como la el sesgo de duración o sesgo de descomposición. Las personas tienden a enfatizar demasiado los picos y los extremos de sus experiencias al evaluarlos ( sesgo pico / final ), en lugar de analizar el evento en su conjunto. Por ejemplo, al recordar experiencias dolorosas, las personas ponen mayor énfasis en los momentos más incómodos, así como al final del evento, en lugar de tener en cuenta la duración total.  Los informes retroactivos a menudo entran en conflicto con los informes de eventos del momento presente, lo que apunta a contradicciones entre las emociones reales experimentadas durante un evento y el recuerdo de ellas.  Además de producir errores en los pronósticos sobre el futuro, esta discrepancia ha incitado a los economistas a redefinir diferentes tipos de utilidad y felicidad.
Otro problema que puede surgir en el pronóstico afectivo es que las personas tienden a recordar mal sus predicciones pasadas. Meyvis, Ratner y Levav predijeron que las personas olvidan cómo predijeron que una experiencia sería de antemano, y pensaron que sus predicciones eran las mismas que sus emociones reales. Debido a esto, las personas no se dan cuenta de que cometieron un error en sus predicciones, y luego continuarán pronosticando situaciones similares en el futuro. Meyvis et al. realizaron cinco estudios para evaluar si esto es cierto o no. Encontraron en todos sus estudios, que cuando se les pidió a las personas que recordaran sus predicciones anteriores, informaron de cómo se sentían actualmente sobre la situación. Esto muestra que no recuerdan cómo pensaron que se sentirían, y les hace imposible aprender de estos eventos para futuras experiencias.

#### Malentendidos
Al predecir futuros estados emocionales, las personas primero deben construir una buena representación del evento. Si las personas tienen mucha experiencia con el evento, pueden imaginarlo fácilmente. Cuando las personas no tienen mucha experiencia con el evento, necesitan crear una representación de lo que probablemente contiene el evento. Por ejemplo, si se preguntara a las personas cómo se sentirían si perdieran cien euros en una apuesta, es más probable que los jugadores construyan fácilmente una representación precisa del evento. La "teoría del nivel de construcción" teoriza que los eventos distantes se conceptualizan de manera más abstracta que los inmediatos. Por lo tanto, los psicólogos sugieren que la falta de detalles concretos lleva a los pronosticadores a confiar en representaciones de eventos más generales o idealizadas, lo que posteriormente lleva a predicciones simplistas e inexactas. Por ejemplo, cuando se les pide que imaginen cómo sería un "buen día" para ellos en el futuro cercano, las personas a menudo describen eventos positivos y negativos. Sin embargo, cuando se les pide que imaginen cómo sería un "buen día" para ellos dentro de un año, la gente recurre a descripciones positivas más uniformes.   
Gilbert y Wilson llaman a recordar una representación defectuosa de un evento pronosticado el problema de mala interpretación.  Los efectos de encuadre, el contexto ambiental y la heurística (así como los esquemas) pueden afectar la forma en que un pronosticador conceptualiza un evento futuro. Por ejemplo, la forma en que se enmarcan las opciones afecta la forma en que se representan: cuando se les pide que pronostiquen niveles futuros de felicidad en función de las imágenes de los dormitorios a los que pueden ser asignados, los estudiantes universitarios usan las características físicas de los edificios reales para predecir sus emociones.  En este caso, el encuadre de las opciones destacó los aspectos visuales de los resultados futuros, que eclipsaron los factores más relevantes para la felicidad, como tener un compañero de habitación amigable. 

#### Sesgo de proyección
Visión general
El sesgo de proyección es la tendencia a proyectar falsamente las preferencias actuales en un evento futuro. Cuando las personas intentan estimar su estado emocional en el futuro, intentan dar una estimación imparcial. Sin embargo, las evaluaciones de las personas están contaminadas por su estado emocional actual y, por lo tanto, puede ser difícil para ellos predecir su estado emocional en el futuro, lo que se conoce como contaminación mental. Por ejemplo, si un estudiante universitario estaba actualmente de mal humor porque acababa de descubrir que suspendió una prueba, y el estudiante universitario pronosticaba cuánto disfrutaría de una fiesta dos semanas después, su estado de ánimo negativo actual puede influir en su pronóstico. Para hacer un pronóstico preciso, el estudiante debe ser consciente de que su pronóstico está sesgado debido a la contaminación mental, estar motivado para corregir el sesgo y poder corregir el sesgo en la dirección y magnitud correctas.
El sesgo de proyección puede surgir de las brechas de empatía (o brechas de empatía frío / calor), que ocurren cuando las fases presente y futura de la predicción afectiva se caracterizan por diferentes estados de excitación fisiológica, que el pronosticador no tiene en cuenta. Por ejemplo, es probable que los pronosticadores en un estado de hambre sobreestimen cuánto querrán comer más tarde, pasando por alto el efecto de su hambre en las preferencias futuras. Al igual que con el sesgo de proyección, los economistas usan las motivaciones viscerales que producen brechas de empatía para ayudar a explicar comportamientos impulsivos o autodestructivos, como fumar.
Un importante sesgo de pronóstico afectivo relacionado con el sesgo de proyección es el abandono de la personalidad. El abandono de la personalidad se refiere a la tendencia de una persona a pasar por alto su personalidad al tomar decisiones sobre sus emociones futuras. En un estudio realizado por Quoidbach y Dunn, las predicciones de los estudiantes sobre sus sentimientos sobre las puntuaciones de los exámenes futuros se utilizaron para medir los errores de pronóstico afectivos relacionados con la personalidad. Descubrieron que los estudiantes universitarios que predijeron sus emociones futuras sobre las calificaciones de sus exámenes no pudieron relacionar estas emociones con su propia felicidad disposicional.
Para seguir investigando el abandono de la personalidad, Quoidbach y Dunn estudiaron la felicidad en relación con el neuroticismo. La gente predijo sus sentimientos futuros sobre el resultado de las elecciones presidenciales estadounidenses de 2008 entre Barack Obama y John McCain. El neuroticismo se correlacionó con el sesgo de impacto, que es la sobreestimación de la duración e intensidad de las emociones. Las personas que se calificaron a sí mismas como más altas en neuroticismo sobreestimaron su felicidad en respuesta a la elección de su candidato preferido, lo que sugiere que no pudieron relacionar su felicidad disposicional con su futuro estado emocional.  
El término "sesgo de proyección" se introdujo por primera vez en el artículo de 2003 "Sesgo de proyección en la predicción de la utilidad futura" de Loewenstein, O'Donoghue y Rabin.
Aplicaciones de mercado del sesgo de proyección
La novedad de los nuevos productos a menudo sobreexcita a los consumidores y da como resultado la externalidad del consumo negativo de la compra por impulso. Para contrarrestar esto, Loewenstein recomienda ofrecer períodos de "enfriamiento"  para los consumidores. Durante tal periodo, tendrían unos días para reflexionar sobre su compra y desarrollar adecuadamente una comprensión a más largo plazo de la utilidad que reciben de ella. Este período de enfriamiento también podría beneficiar al lado de la producción al disminuir la necesidad de que un vendedor "promocione" ciertos productos. La transparencia entre consumidores y productores aumentaría ya que "los vendedores tendrán un incentivo para poner a los compradores en un estado de ánimo promedio a largo plazo en lugar de un estado demasiado entusiasta".  Al implementar la recomendación de Loewentstein, las empresas que entienden el sesgo de proyección deben minimizar la asimetría de la información; esto disminuiría la externalidad negativa del consumidor que proviene de comprar un bien indeseable y aliviaría a los vendedores de los costos extraños necesarios para exagerar la utilidad de su producto. 
La aplicación de esta solución se extiende más allá del mercado en otros campos como la política. Un estudio de Rasmussen de 2014 encontró que solo el 4% de los probables votantes estadounidenses creen que los políticos cumplen sus promesas de campaña, mientras que el 83% creen que no. Esta desconfianza en el sistema político estadounidense resulta en una variedad de externalidades negativas. Del lado del consumidor, los votantes deben clasificar una gran cantidad de información contradictoria y falsa para desarrollar una decisión informada sobre un candidato. Por el lado de la producción, "el costo de una candidatura para el Congreso ha aumentado un 555% de 1984 a 2012".
El costo de la política está aumentando, pero las calificaciones de aprobación de los candidatos están disminuyendo: las calificaciones de aprobación de Trump han caído desde su elección en toda la base de votantes y entre sus partidarios más ardientes. La mayor cantidad de información disponible para los votantes durante el ciclo de campaña no garantiza la satisfacción durante la candidatura. Ahora, los votantes son propensos a la sobrecarga de información y al sesgo de proyección durante las campañas, ya que tienen que examinar una cantidad cada vez mayor de anuncios negativos y sobrevalorados en lugar de recibir información sobre plataformas políticas.
El ciclo de vida del consumo

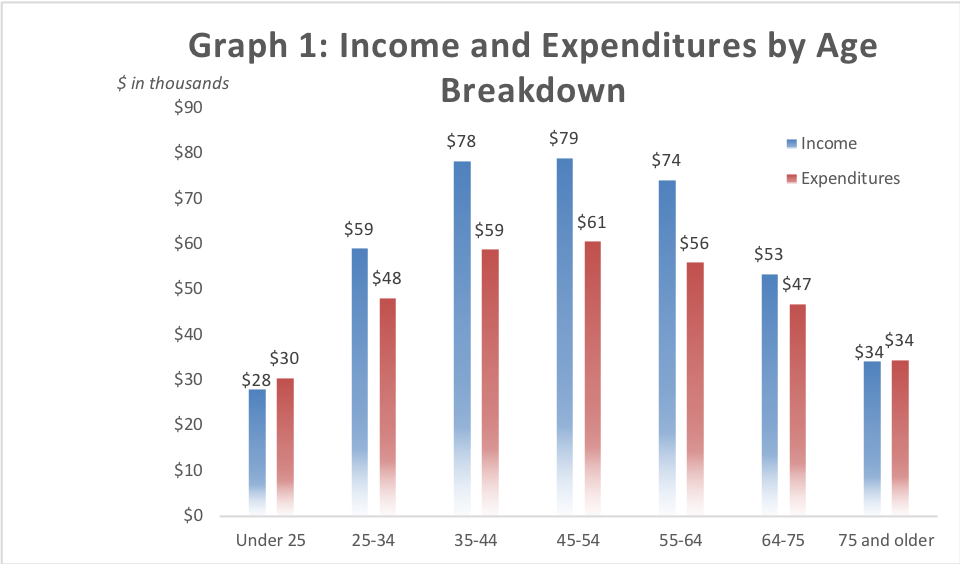
El gráfico 1 muestra los ingresos y gastos de los ciudadanos estadounidenses en 2013.

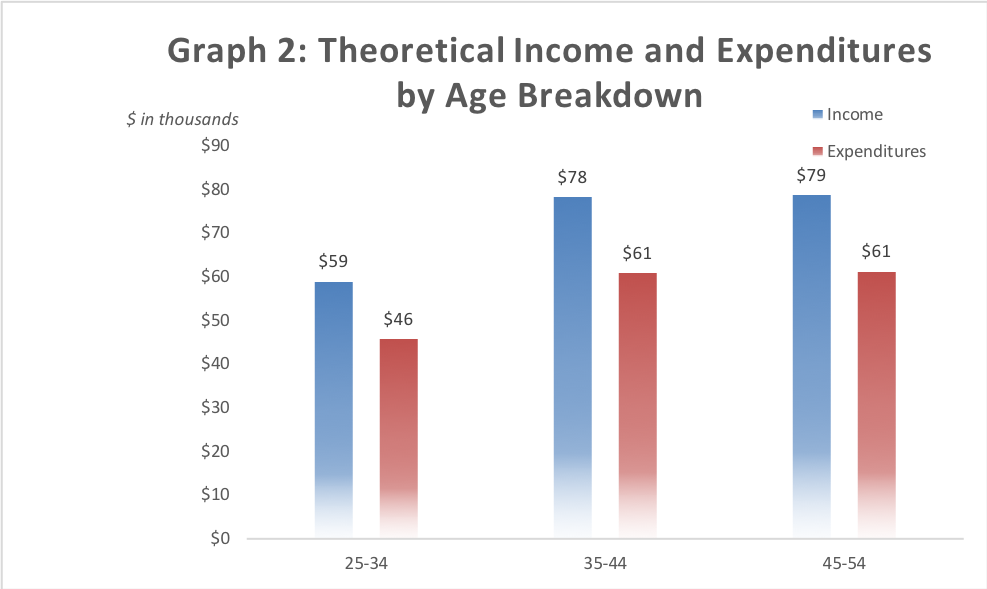
El gráfico 1 muestra los ingresos de los ciudadanos de EE. UU. En 2013 y los gastos teóricos que se calculan multiplicando los gastos empíricos promedio como un porcentaje de los ingresos de 25 a 54 años.

El sesgo de proyección influye en el ciclo de vida de nuestro consumo. La utilidad inmediata obtenida del consumo de bienes particulares excede la utilidad del consumo futuro. En consecuencia, el sesgo de proyección hace que "una persona planee consumir demasiado pronto en la vida y muy poco má starde en la vida en relación con lo que sería óptimo". El gráfico 1 muestra los gastos decrecientes como porcentaje del ingreso total de 20 a 54. El período siguiente en el que los ingresos comienzan a disminuir puede explicarse por la jubilación. Según la recomendación de Loewenstein, en el Gráfico 2 se muestra una distribución de gastos e ingresos más óptima. Aquí, el ingreso se deja igual que en el Gráfico 1, pero los gastos se recalculan tomando el porcentaje promedio de gastos en términos de ingresos de 25 a 54 años (77.7%) y multiplicándolos por ingresos para llegar a un gasto teórico. El cálculo solo se aplica a este grupo de edad debido a ingresos impredecibles antes de los 25 y después de los 54 debido a la escuela y la jubilación. 
Desechos alimentarios
Al comprar alimentos, las personas a menudo proyectan erróneamente lo que querrán comer en el futuro, lo que resulta en desperdicio de alimentos.

### Principales fuentes de error en la motivación.

#### Razonamiento motivado
En general, el afecto es una potente fuente de motivación. Es más probable que las personas busquen experiencias y logros que les brinden más placer que menos placer. En algunos casos, los errores de pronóstico afectivos parecen deberse al uso estratégico de los pronósticos por parte de los pronosticadores, un medio para motivarlos a obtener o evitar la experiencia prevista. Los estudiantes, por ejemplo, podrían predecir que se sentirían hundidos si suspendían un examen como una forma de motivarse a estudiar más. El papel del razonamiento motivado en el pronóstico afectivo ha sido demostrado en estudios por Morewedge y Buechel (2013). Los participantes de la investigación tenían más probabilidades de sobreestimar lo felices que estarían si ganaran un premio o alcanzaran un objetivo, si hicieran un pronóstico afectivo, mientras que aún podrían influir en si lo lograban o no que si hicieran un pronóstico afectivo después de que el resultado había sido determinado (aún sin saber si ganaron el premio o si lograron el objetivo). 

## En economía
Los economistas comparten los intereses de los psicólogos en el pronóstico afectivo en la medida en que afecta los conceptos estrechamente relacionados de utilidad, toma de decisiones, y felicidad.

### Utilidad

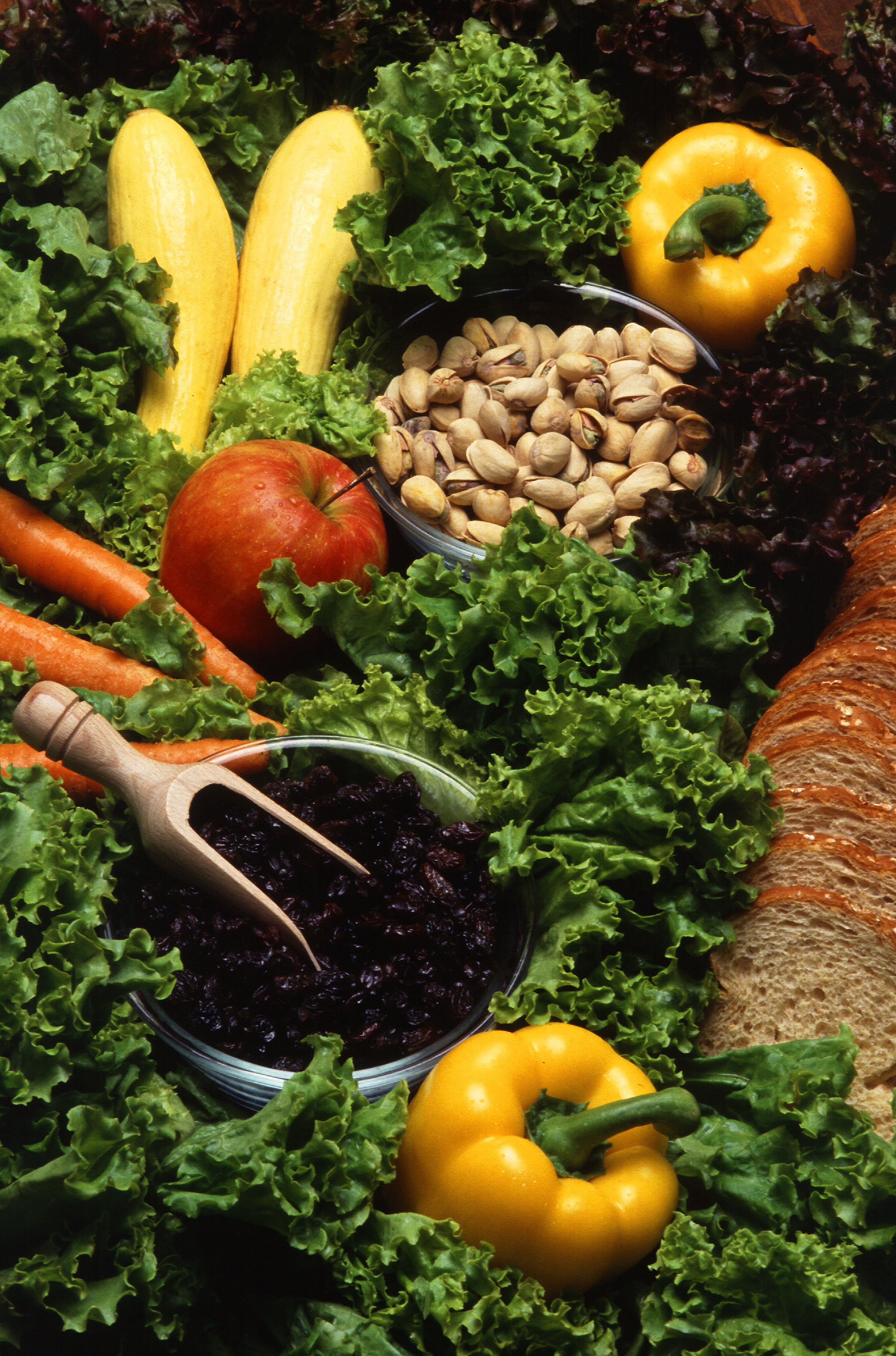
la presentación del producto se dirige a la emoción del consumidor

La investigación en errores de predicción afectiva complica las interpretaciones convencionales de la maximización de la utilidad, que presuponen que para tomar decisiones racionales, las personas deben ser capaces de hacer predicciones precisas sobre experiencias o utilidades futuras. Mientras que la economía se enfocaba antes principalmente en la utilidad en términos de las preferencias de una persona (utilidad de decisión), la comprensión de que las predicciones a menudo son inexactas sugiere que medir las preferencias en un momento de elección puede ser un concepto incompleto de utilidad. Así, economistas como Daniel Kahneman, han incorporado diferencias entre pronósticos afectivos y resultados posteriores en los tipos de utilidad correspondientes.
Mientras que un pronóstico actual refleja la utilidad esperada o prevista, el resultado real del evento refleja la utilidad experimentada. La utilidad prevista es el "promedio ponderado de todos los resultados posibles en determinadas circunstancias". La utilidad experimentada se refiere a las percepciones de placer y dolor asociadas con un resultado. Khaneman y Thaler brindan el ejemplo del "comprador hambriento", en cuyo caso el comprador disfruta comprando alimentos debido a su actual estado de hambre. La utilidad de tales compras se basa en su experiencia actual y su placer anticipado de satisfacer su hambre. 

### Toma de decisiones
El pronóstico afectivo es un componente importante del estudio de la toma de decisiones humanas. La investigación de pronósticos afectivos y la toma de decisiones económicas incluyen investigaciones del sesgo de durabilidad en los consumidores y predicciones de satisfacción del transporte público. En relación con el sesgo de durabilidad en los consumidores, Wood y Bettman realizaron un estudio que mostró que las personas toman decisiones con respecto al consumo de bienes en función del placer predicho, y la duración de ese placer, que los bienes les traerán. La sobreestimación de tal placer, y su duración, aumenta la probabilidad de que el bien se consuma. El conocimiento sobre tal efecto puede ayudar en la formación de estrategias de comercialización de bienes de consumo.   
Los estudios sobre las predicciones de la satisfacción del transporte público revelan el mismo sesgo. Sin embargo, con un impacto negativo en el consumo, debido a su falta de experiencia con el transporte público, los usuarios de automóviles predicen que recibirán menos satisfacción con el uso del transporte público de lo que realmente experimentan. Esto puede llevarlos a abstenerse del uso de dichos servicios, debido a pronósticos imprecisos.  En general, las tendencias que las personas tienen para hacer pronósticos sesgados se desvían de los modelos racionales de toma de decisiones.
Los modelos racionales de toma de decisiones suponen una ausencia de sesgo, a favor de hacer comparaciones basadas en toda la información relevante y disponible. El pronóstico afectivo puede hacer que los consumidores confíen en los sentimientos asociados con el consumo en lugar de la utilidad del bien mismo. Una aplicación de la investigación de pronósticos afectivos es la política económica. El conocimiento de que las predicciones y, por lo tanto, las decisiones, se ven afectadas por sesgos y otros factores (como los efectos de encuadre), se puede utilizar para diseñar políticas que maximicen la utilidad de las elecciones de las personas. Sin embargo, este enfoque no está exento de críticas, ya que también se puede apreciar que justifica el paternalismo económico.
La teoría prospectiva describe cómo las personas toman decisiones. Se diferencia de la teoría de la utilidad esperada en que toma en cuenta la relatividad de cómo las personas ven la utilidad e incorpora la aversión a la pérdida, o la tendencia a reaccionar más fuertemente a las pérdidas que a las ganancias. Algunos investigadores sugieren que la aversión a la pérdida es en sí misma un error de pronóstico afectivo, ya que las personas a menudo sobreestiman el impacto de las pérdidas futuras.

### Felicidad y bienestar

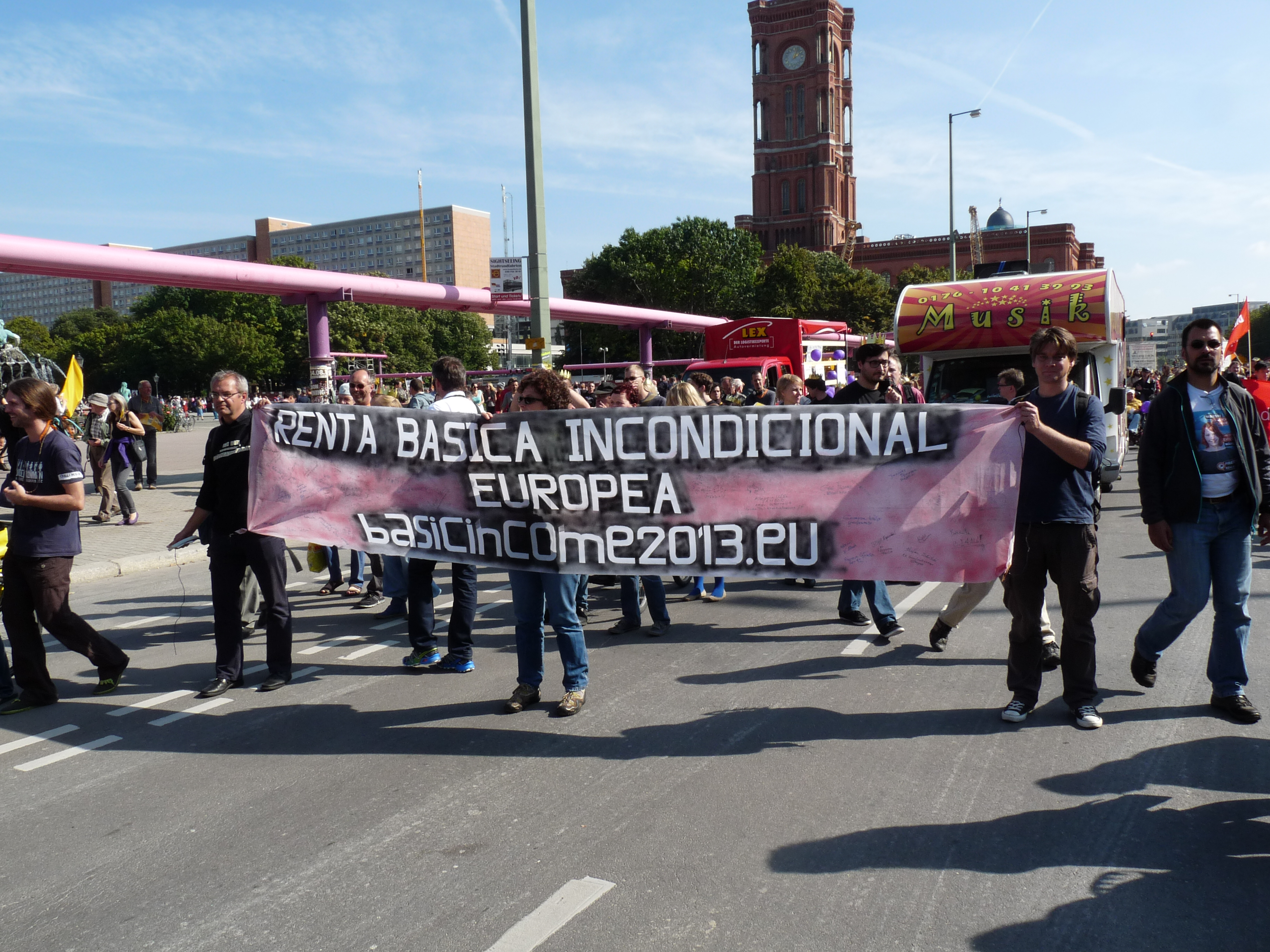
Renta Básica Incondicional BGE Berlin 2013

Las definiciones económicas de la felicidad están vinculadas a los conceptos de bienestar y utilidad, y los investigadores a menudo están interesados en cómo aumentar los niveles de felicidad en la población. La economía tiene una gran influencia en la ayuda que se proporciona a través de los programas de asistencia social porque proporciona fondos para dichos programas. Muchos programas de asistencia social se centran en proporcionar asistencia para la consecución de las necesidades básicas, como alimentos y vivienda. Esto puede deberse al hecho de que la felicidad y el bienestar se derivan mejor de las percepciones personales de la capacidad de uno para satisfacer estas necesidades. Esta declaración está respaldada por investigaciones que afirman que una vez que se han satisfecho las necesidades básicas, el ingreso tiene menos impacto en las percepciones de felicidad. Además, la disponibilidad de tales programas de asistencia social puede permitir que aquellos que son menos afortunados tengan ingresos discrecionales adicionales.
Los ingresos discrecionales se pueden dedicar a experiencias agradables, como salidas familiares, y a su vez, proporcionan una dimensión adicional a los sentimientos y experiencias de felicidad. El pronóstico afectivo proporciona un desafío único para responder la pregunta sobre el mejor método para aumentar los niveles de felicidad, y los economistas se dividen entre ofrecer más opciones para maximizar la felicidad, en lugar de ofrecer experiencias que contengan una utilidad más objetiva o experimentada. La utilidad experimentada se refiere a cuán útil es una experiencia en su contribución a los sentimientos de felicidad y bienestar. La utilidad experimentada puede referirse tanto a compras de material como a compras experimentales. Los estudios muestran que las compras experimentales, como una bolsa de patatas fritas, dan como resultado pronósticos de mayores niveles de felicidad que las compras de material, como la compra de un bolígrafo.  Esta predicción de felicidad como resultado de una experiencia de compra ejemplifica el pronóstico afectivo. Es posible que un aumento en las opciones, o los medios, para lograr los niveles deseados de felicidad sea predictivo de mayores niveles de felicidad. Por ejemplo, si uno está contento con su capacidad de proveerse tanto de una elección de necesidades como de una selección de experiencias agradables, es más probable que sea más feliz que si se viera obligado a elegir entre unas u otras. Además, cuando las personas pueden hacer referencia a múltiples experiencias que contribuyen a sus sentimientos de felicidad, más oportunidades de comparación conducirán a un pronóstico de más felicidad.  En estas circunstancias, tanto la cantidad de opciones como la cantidad de utilidad experimentada tienen el mismo efecto en el pronóstico afectivo, lo que dificulta elegir un lado del debate sobre qué método es más efectivo para maximizar la felicidad. 
La aplicación de los resultados de la investigación de predicción afectiva a la felicidad también plantea problemas metodológicos: ¿debería la felicidad medir el resultado de una experiencia, o la satisfacción experimentada como resultado de la elección basada en un pronóstico? Por ejemplo, aunque los profesores pueden pronosticar que obtener la titularidad aumentaría significativamente su felicidad, la investigación sugiere que, en realidad, los niveles de felicidad entre los profesores que reciben o no la titularidad son insignificantes. En este caso, la felicidad se mide en términos del resultado de una experiencia. Los conflictos de predicción afectivos como este también han influido en las teorías de la adaptación hedónica, que compara la felicidad con una cinta de correr, ya que se mantiene relativamente estable a pesar de nuestras previsiones.

## En derecho
Al igual que algunos economistas han llamado la atención sobre cómo los pronósticos afectivos violan los supuestos de racionalidad, los teóricos legales señalan que las imprecisiones y las aplicaciones de estos pronósticos tienen implicaciones en la ley que se han pasado por alto. La aplicación del pronóstico afectivo, y su investigación relacionada, a la teoría legal refleja un esfuerzo más amplio para abordar cómo las emociones afectan el sistema legal. Además de influir en el discurso legal sobre las emociones y el bienestar, Jeremy Blumenthal cita implicaciones adicionales del pronóstico afectivo en reclamaciones por daños, sentencias capitales y acoso sexual .

### Reclamaciones por daños
Las indemnizaciones de los jurados por daños y perjuicios se basan en compensar a las víctimas por el dolor, sufrimiento y pérdida de calidad de vida. Sin embargo, los hallazgos en los errores de pronóstico afectivo han llevado a algunos a sugerir que los jurados están sobrecompensando a las víctimas, ya que sus pronósticos sobreestiman el impacto negativo de los daños en la vida de las víctimas. Algunos académicos sugieren implementar la educación del jurado para atenuar las predicciones potencialmente inexactas, basándose en investigaciones que indican cómo disminuir las predicciones afectivas inexactas.

### Sentencia capital
Durante el proceso de sentencia capital, los jurados pueden escuchar las declaraciones de impacto (VIS) sobre la familia de la víctima. Esto demuestra un pronóstico afectivo en el sentido de que su propósito es presentar cómo la familia de la víctima ha sido impactada emocionalmente y cómo esperan ser impactados en el futuro. Estas declaraciones pueden causar que los jurados sobreestimen el daño emocional, causando sentencias severas, o subestimen el daño, resultando en sentencias inadecuadas. El marco de tiempo en el que estas declaraciones están presentes también influye en el pronóstico afectivo. Al aumentar la brecha de tiempo entre el delito en sí y la sentencia (el momento en que se dan las declaraciones de impacto sobre la familia de la víctima), es más probable que las predicciones se vean influenciadas por el error de la negligencia inmunológica. La negligencia inmunológica puede conducir a una subestimación de daño emocional futuro, y por lo tanto resulta en sentencias inadecuadas. Al igual que con las reclamaciones por daños, la educación del jurado es un método propuesto para aliviar los efectos negativos del error de pronóstico.

### Acoso sexual
En los casos de acoso sexual, es más probable que los juicios culpen a la víctima por su falta de reacción oportuna o por no hacer uso de los servicios que estaban disponibles para ella en caso de acoso sexual. Esto se debe a que antes de la experiencia real de acoso, las personas tienden a sobreestimar sus reacciones afectivas, así como sus reacciones proactivas en respuesta al acoso sexual. Esto ejemplifica el error de focalismo en el que los pronosticadores ignoran los factores alternativos que pueden influir en la reacción o la falta de reacción. Por ejemplo, en su estudio, Woodzicka y LaFrance estudiaron las predicciones de las mujeres sobre cómo reaccionarían ante el acoso sexual durante una entrevista. Los pronosticadores sobreestimaron sus reacciones afectivas de ira, al tiempo que subestimaron el nivel de miedo que experimentarían. También sobreestimaron sus reacciones proactivas. En el Estudio 1, los participantes informaron que se negarían a responder preguntas de naturaleza sexual y, o, reportarían la pregunta al supervisor del entrevistador. Sin embargo, en el Estudio 2, de aquellos que realmente habían experimentado acoso sexual durante una entrevista, ninguno de ellos mostró reacción proactiva.
Si los jurados pueden reconocer tales errores en el pronóstico, pueden ajustar dichos errores. Además, si los jurados están informados sobre otros factores que pueden influir en las reacciones de las víctimas de acoso sexual, como la intimidación, es más probable que hagan pronósticos más precisos y es menos probable que culpen a las víctimas por su propia victimización.

## En sanidad
El pronóstico afectivo tiene implicaciones en la toma de decisiones de sanidad y en la ética y política médica. La investigación en el pronóstico afectivo relacionado con la salud sugiere que los no pacientes subestiman constantemente la calidad de vida asociada con las condiciones de salud crónicas y la discapacidad. La llamada "paradoja de la discapacidad" establece la discrepancia entre los niveles de felicidad autoinformados entre las personas con enfermedades crónicas frente a las predicciones de sus niveles de felicidad por parte de las personas sanas. Las implicaciones de este error de pronóstico en la toma de decisiones médicas pueden ser graves, porque los juicios sobre la calidad de vida futura a menudo informan las decisiones de salud. Los pronósticos inexactos pueden llevar a los pacientes, o más comúnmente a su agente de atención médica, a rechazar el tratamiento que salva vidas en casos en los que el tratamiento implique un cambio drástico en el estilo de vida, por ejemplo, la amputación de una pierna.  Un paciente, o agente de atención médica, que es víctima del focalismo no tomaría en cuenta todos los aspectos de la vida que permanecerían igual después de perder una extremidad. Aunque Halpern y Arnold sugieren intervenciones para fomentar la conciencia de los errores de pronóstico y mejorar la toma de decisiones médicas entre los pacientes, la falta de investigación directa sobre el impacto de los prejuicios en las decisiones médicas constituye un desafío importante.  
La investigación también indica que los pronósticos afectivos sobre la calidad de vida futura están influenciados por el estado de salud actual del pronosticador. Mientras que las personas sanas asocian una baja salud futura con una baja calidad de vida, las personas menos saludables no pronostican necesariamente una baja calidad de vida cuando imaginan tener una salud peor. Por lo tanto, los pronósticos y las preferencias de los pacientes sobre su propia calidad de vida pueden entrar en conflicto con las nociones públicas. Debido a que un objetivo principal de la atención médica es maximizar la calidad de vida, el conocimiento sobre los pronósticos de los pacientes puede potencialmente informar la política sobre cómo se asignan los recursos.  
Algunos médicos sugieren que los hallazgos de la investigación en errores de pronóstico afectivo favorecen el paternalismo médico. Otros sostienen que, aunque existen sesgos y deberían respaldar los cambios en la comunicación médico-paciente, no disminuyen unilateralmente la capacidad de toma de decisiones y no deberían utilizarse para respaldar las políticas paternalistas. Este debate captura la tensión entre el énfasis de la medicina en proteger la autonomía del paciente y un enfoque que favorece la intervención para corregir los sesgos. 

## Mejora de pronósticos
Las personas que recientemente han experimentado un evento de vida fuerte emocionalmente mostrarán el sesgo de impacto. El individuo predice que se sentirán más felices de lo que realmente se sienten acerca del evento. Otro factor que influye en la sobreestimación es el focalismo, que hace que las personas se concentren en el evento actual. Las personas a menudo no se dan cuenta de que otros eventos también influirán en cómo se sienten actualmente.  Lam y col. (2005) encontraron que la perspectiva que los individuos toman influye en su susceptibilidad a los prejuicios cuando hacen predicciones sobre sus sentimientos.
Una perspectiva que anula el sesgo de impacto es la atención plena.  La atención plena es una habilidad que las personas pueden aprender para ayudarse a evitar sobreestimar sus sentimientos.  Ser consciente ayuda al individuo a comprender que actualmente puede sentir emociones negativas, pero los sentimientos no son permanentes.  El Cuestionario de atención plena de cinco factores (FFMQ) se puede utilizar para medir la atención plena de un individuo. Los cinco factores de la atención plena son observar, describir, actuar con conciencia, no juzgar la experiencia interna y no reaccionar ante la experiencia interna.  Los dos factores más importantes para mejorar los pronósticos son observar y actuar con conciencia.  El factor de observación evalúa con qué frecuencia un individuo atiende sus sensaciones, emociones y entorno externo.  La capacidad de observar le permite al individuo evitar enfocarse en un solo evento y ser consciente de que otras experiencias influirán en sus emociones actuales.  Actuar con conciencia requiere evaluar cómo los individuos tienden a las actividades actuales con cuidadosa consideración y concentración.  Emanuel, Updegraff, Kalmbach y Ciesla (2010) declararon que la capacidad de actuar con conciencia reduce el sesgo de impacto porque el individuo es más consciente de que otros eventos ocurren conjuntamente con el evento actual.  Ser capaz de observar el evento actual puede ayudar a las personas a enfocarse en la búsqueda de eventos futuros que brinden satisfacción y satisfacción a largo plazo.  

## Otras lecturas
- Fiske, Susan T. (2004). Social Beings: A Core Motives Approach to Social Psychology. Wiley. ISBN 978-0-471-45151-8.
- Gilbert, Daniel T. (2006). Stumbling on happiness. Alfred A. Knopf. ISBN 978-1-4000-7742-7.
- Sanna, Lawrence J.; Schwarz, Norbert (2004). «Integrating Temporal Biases: The Interplay of Focal Thoughts and Accessibility Experiences». Psychological Science 15 (7): 474-481. PMID 15200632. doi:10.1111/j.0956-7976.2004.00704.x.
- Wilson, Timothy D. (2002). Strangers to Ourselves: Discovering the Adaptive Unconscious. Belknap Press of Harvard University Press. ISBN 978-0-674-01382-7.
- Hsee, Christopher K.; Hastie, Reid (2006). «Decision and experience: why don't we choose what makes us happy?». Trends in Cognitive Sciences 10 (1): 31-37. PMID 16318925. doi:10.1016/j.tics.2005.11.007.

Sobre el sesgo de proyección
- Conlin, Michael; O'Donoghue, Ted; Vogelsang, Timothy J. (2007). «Projection Bias in Catalog Orders». The American Economic Review 97 (4): 1217-1249. doi:10.1257/aer.97.4.1217.
- Simonsohn, Uri (2010). «Weather To Go To College». The Economic Journal 120 (543): 270-280. doi:10.1111/j.1468-0297.2009.02296.x.

- Datos: Q2116020